# Schöneggalm
Die Schöneggalm (auch Schöneckalm und Schöneckalpe) ist eine Alm in der Gemeinde Bad Gastein im österreichischen Bundesland Salzburg.

## Lage und Charakteristik

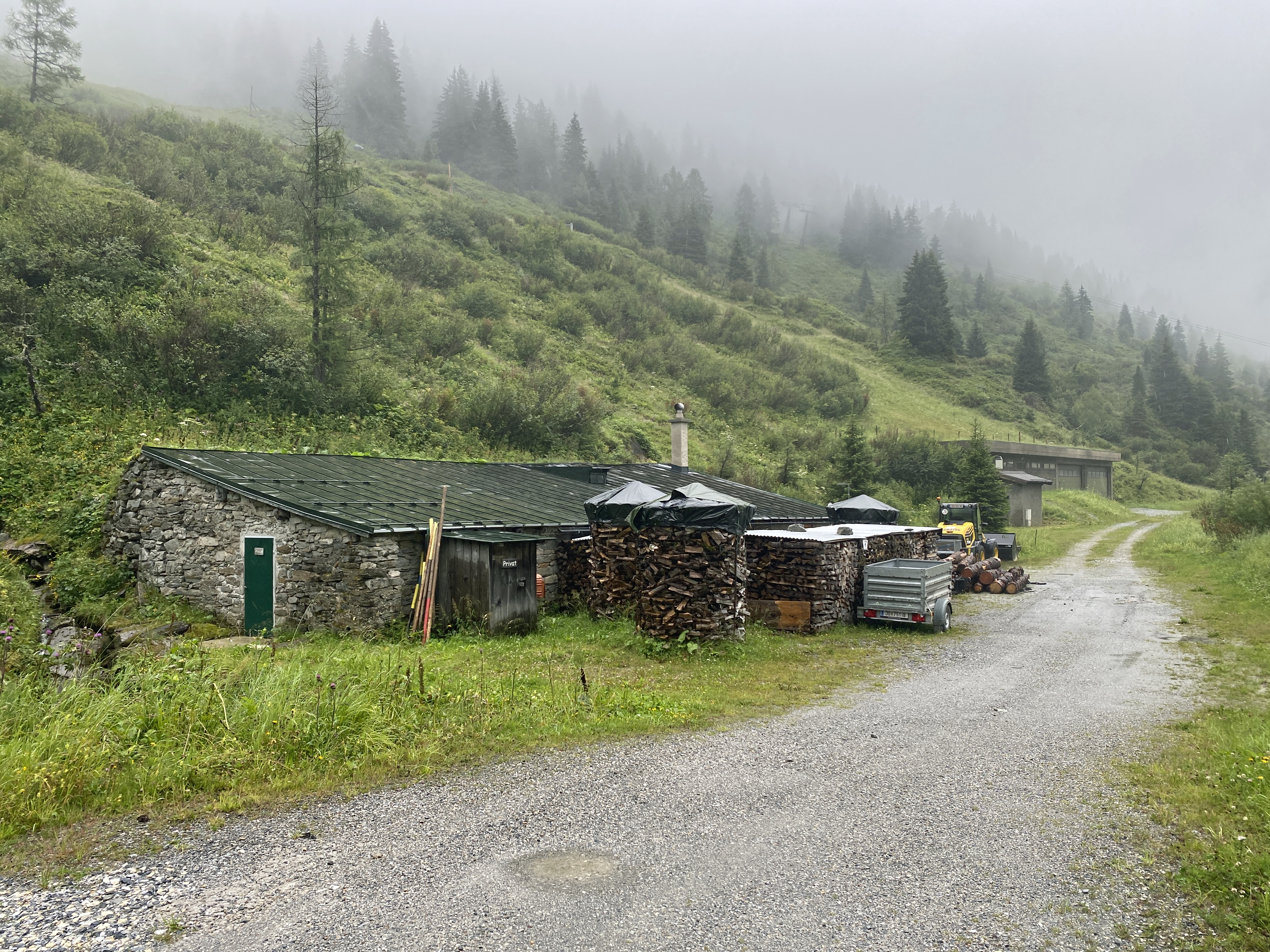
Almhütte der Schöneggalm

Die Schöneggalm befindet sich im Naßfelder Tal am Fuß des Radhausberges in der Ankogelgruppe. Sie gehört zur Ortschaft Bad Gastein, zur Katastralgemeinde Böckstein und zum Landschaftsschutzgebiet Gasteiner-Tal. Sie liegt am rechten Flussufer der Naßfelder Ache.
Eine Almhütte steht auf einer Höhe von 1577 m ü. A. etwas versteckt zwischen den Felsen eines Berghangs. Auf dem ehemaligen Heuanger der Alm wurde ein Parkplatz des Schizentrums von Sportgastein angelegt. Im Winter verläuft in der Nähe eine Schipiste, die über die Kabinenbahn der Goldbergbahn erschlossen ist. Bei der Alm führen die Weitwanderwege Arnoweg und Salzburger Almenweg vorbei. Oberhalb der Almhütte wächst ein Grünerlen-Buschwald. Nordöstlich der Schöneggalm erstreckt sich die Rotwild-Ruhezone Sportgastein-Nassfeld, die von 1. November bis 31. Mai nicht betreten werden darf.

## Geschichte
Die vermutlich in der Frühen Neuzeit erbaute Almhütte der Schöneggalm war um das Jahr 1875 in einem schlechten baulichen Zustand. Sie wurde an der Wende des 19. zum 20. Jahrhundert generalsaniert. Eine weitere Grundsanierung und Vergrößerung erfolgte an der Wende des 20. zum 21. Jahrhundert.